# Robin Sellick
Robin Sellick (né en 1967 à Broken Hill) est un photographe australien.

## Source
- (en) Cet article est partiellement ou en totalité issu de l’article de Wikipédia en anglais intitulé « Robin Sellick » (voir la liste des auteurs).